# Капітіньяно
Капітіньяно (італ. Capitignano) — муніципалітет в Італії, у регіоні Абруццо,  провінція Л'Аквіла.
Капітіньяно розташоване на відстані близько 100 км на північний схід від Рима, 20 км на північний захід від Л'Акуїли.
Населення — 692 особи (2014).
Щорічний фестиваль відбувається 24 листопада. Покровитель — San Flaviano.

## Демографія
Населення за роками:

Станом на 1 січня 2023 року в муніципалітеті офіційно проживало 75 іноземців з 13 країн, серед них 47 громадян країн Євросоюзу та 1 громадянин України.

## Сусідні муніципалітети
- Кампотосто
- Л'Аквіла
- Монтереале
- Піццолі